# Liste der Olympiasieger im Biathlon

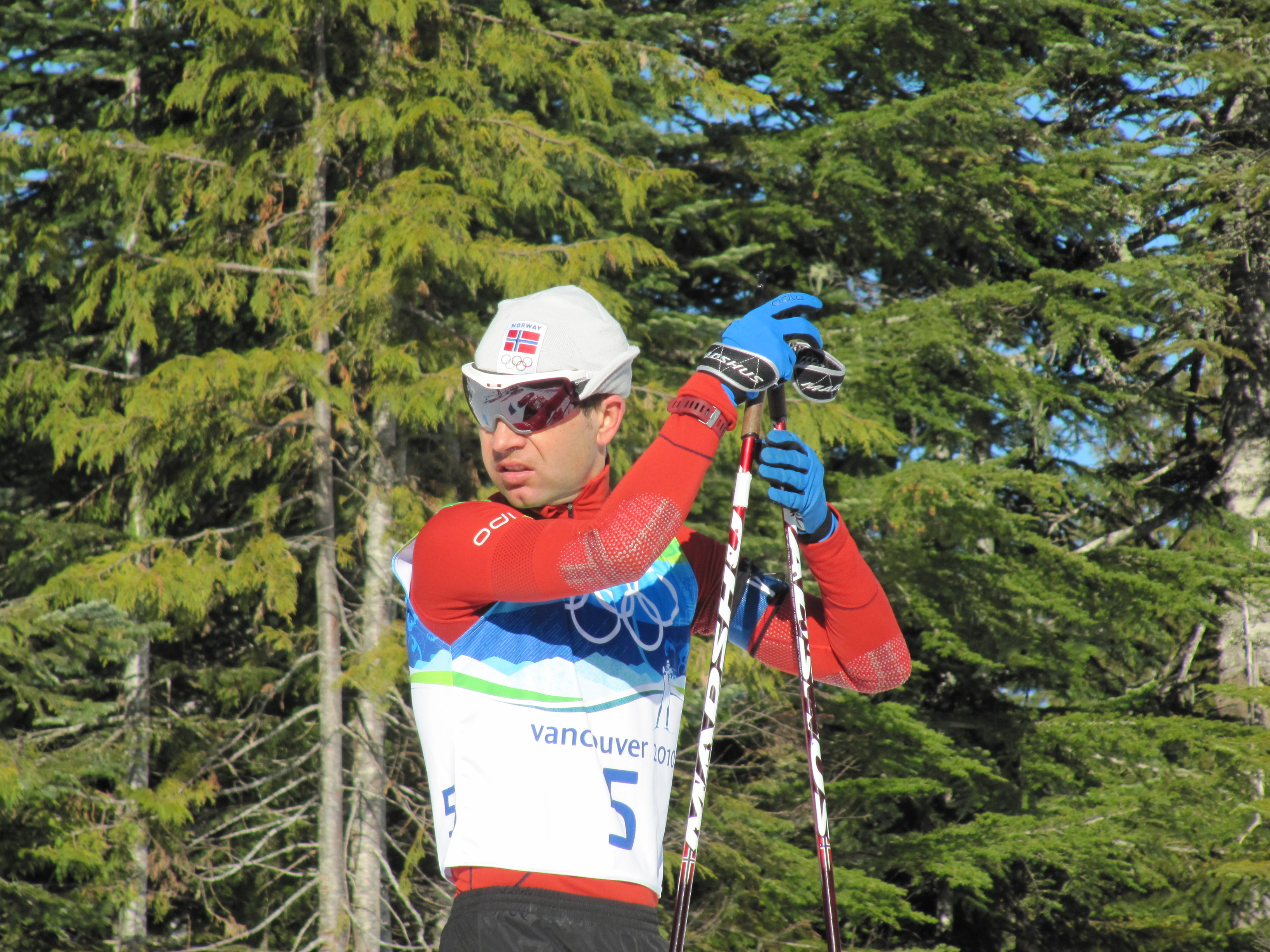
Ole Einar Bjørndalen bei den Winterspielen 2010 in Vancouver

Die Liste der Olympiasieger im Biathlon listet alle Sieger sowie die Zweit- und Drittplatzierten der Biathlonwettbewerbe bei den Olympischen Winterspielen, gegliedert nach Männern und Frauen und den einzelnen Wettbewerben, auf. Im weiteren Teil werden alle Biathleten, die mindestens einmal Olympiasieger waren, aufgelistet.

## Wettbewerbe

### Männer

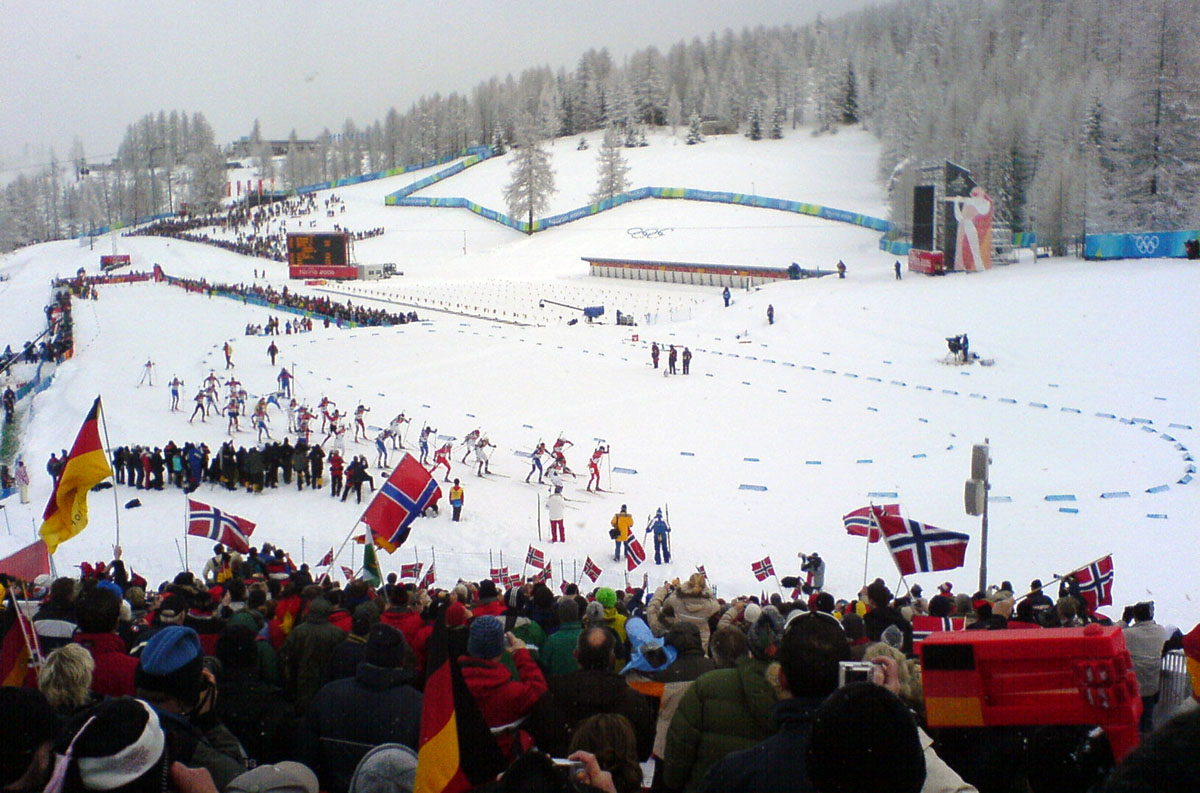
Massenstart-Wettbewerbe in Turin 2006

Die Biathlon-Wettbewerbe der Herren umfassen seit den Olympischen Winterspielen von Turin folgende fünf Disziplinen:
- 20 km Einzel seit den Spielen von 1960 mit vierzehn Wettbewerben.
- 10 km Sprint seit den Spielen von 1980 mit neun Wettbewerben.
- 12,5 km Verfolgung seit den Spielen von 2002 mit drei Wettbewerben.
- 15 km Massenstart seit den Spielen von 2006 mit zwei Wettbewerben.
- 4 × 7,5 km Staffel seit den Spielen von 1968 mit zwölf Wettbewerben.

Insgesamt wurden bei den Winterspielen 76 Goldmedaillen vergeben.

#### Einzel 20 km
| Olympia | Gold                   | Silber                               | Bronze               |
| ------- | ---------------------- | ------------------------------------ | -------------------- |
| 1960    | Klas Lestander         | Antti Tyrväinen                      | Alexander Priwalow   |
| 1964    | Wladimir Melanin       | Alexander Priwalow                   | Olav Jordet          |
| 1968    | Magnar Solberg         | Alexander Tichonow                   | Wladimir Gundarzew   |
| 1972    | Magnar Solberg         | Hansjörg Knauthe                     | Lars-Göran Arwidson  |
| 1976    | Nikolai Kruglow        | Heikki Ikola                         | Alexander Jelisarow  |
| 1980    | Anatoli Aljabjew       | Frank Ullrich                        | Eberhard Rösch       |
| 1984    | Peter Angerer          | Frank-Peter Roetsch                  | Eirik Kvalfoss       |
| 1988    | Frank-Peter Roetsch    | Waleri Medwedzew                     | Johann Passler       |
| 1992    | Jauhen Redskin         | Mark Kirchner                        | Mikael Löfgren       |
| 1994    | Sergei Tarassow        | Frank Luck                           | Sven Fischer         |
| 1998    | Halvard Hanevold       | Pieralberto Carrara                  | Oleksij Ajdarow      |
| 2002    | Ole Einar Bjørndalen   | Frank Luck                           | Wiktor Maigurow      |
| 2006    | Michael Greis          | Ole Einar Bjørndalen                 | Halvard Hanevold     |
| 2010    | Emil Hegle Svendsen    | Ole Einar Bjørndalen Sjarhej Nowikau | ̶                     |
| 2014    | Martin Fourcade        | Erik Lesser                          | Jewgeni Garanitschew |
| 2018    | Johannes Thingnes Bø   | Jakov Fak                            | Dominik Landertinger |
| 2022    | Quentin Fillon Maillet | Anton Smolski                        | Johannes Thingnes Bø |

#### Sprint 10 km
| Olympia | Gold                 | Silber                 | Bronze            |
| ------- | -------------------- | ---------------------- | ----------------- |
| 1980    | Frank Ullrich        | Wladimir Alikin        | Anatoli Aljabjew  |
| 1984    | Eirik Kvalfoss       | Peter Angerer          | Matthias Jacob    |
| 1988    | Frank-Peter Roetsch  | Waleri Medwedzew       | Sergei Tschepikow |
| 1992    | Mark Kirchner        | Ricco Groß             | Harri Eloranta    |
| 1994    | Sergei Tschepikow    | Ricco Groß             | Sergei Tarassow   |
| 1998    | Ole Einar Bjørndalen | Frode Andresen         | Ville Räikkönen   |
| 2002    | Ole Einar Bjørndalen | Sven Fischer           | Wolfgang Perner   |
| 2006    | Sven Fischer         | Halvard Hanevold       | Frode Andresen    |
| 2010    | Vincent Jay          | Emil Hegle Svendsen    | Jakov Fak         |
| 2014    | Ole Einar Bjørndalen | Dominik Landertinger   | Jaroslav Soukup   |
| 2018    | Arnd Peiffer         | Michal Krčmář          | Dominik Windisch  |
| 2022    | Johannes Thingnes Bø | Quentin Fillon Maillet | Tarjei Bø         |

#### Verfolgung 12,5 km
| Olympia | Gold                   | Silber               | Bronze                 |
| ------- | ---------------------- | -------------------- | ---------------------- |
| 2002    | Ole Einar Bjørndalen   | Raphaël Poirée       | Ricco Groß             |
| 2006    | Vincent Defrasne       | Ole Einar Bjørndalen | Sven Fischer           |
| 2010    | Björn Ferry            | Christoph Sumann     | Vincent Jay            |
| 2014    | Martin Fourcade        | Ondřej Moravec       | Jean-Guillaume Béatrix |
| 2018    | Martin Fourcade        | Sebastian Samuelsson | Benedikt Doll          |
| 2022    | Quentin Fillon Maillet | Tarjei Bø            | Eduard Latypow         |

#### Massenstart 15 km
| Olympia | Gold                 | Silber            | Bronze                     |
| ------- | -------------------- | ----------------- | -------------------------- |
| 2006    | Michael Greis        | Tomasz Sikora     | Ole Einar Bjørndalen       |
| 2010    | vakant               | Martin Fourcade   | Pavol Hurajt               |
| 2014    | Emil Hegle Svendsen  | Martin Fourcade   | Ondřej Moravec             |
| 2018    | Martin Fourcade      | Simon Schempp     | Emil Hegle Svendsen        |
| 2022    | Johannes Thingnes Bø | Martin Ponsiluoma | Vetle Sjåstad Christiansen |

#### Staffel 4 × 7,5 km
| Olympia | Gold                                                                                   | Silber                                                                                  | Bronze                                                                                        |
| ------- | -------------------------------------------------------------------------------------- | --------------------------------------------------------------------------------------- | --------------------------------------------------------------------------------------------- |
| 1968    | Sowjetunion Alexander Tichonow Nikolai Pusanow Wladimir Gundarzew Wiktor Mamatow       | Norwegen Ola Wærhaug Olav Jordet Magnar Solberg Jon Istad                               | Schweden Lars-Göran Arwidson Tore Eriksson Olle Petrusson Holmfrid Olsson                     |
| 1972    | Sowjetunion Alexander Tichonow Rinnat Safin Iwan Bjakow Wiktor Mamatow                 | Finnland Esko Saira Juhani Suutarinen Heikki Ikola Mauri Röppänen                       | Deutsche Demokratische Republik Hansjörg Knauthe Joachim Meischner Dieter Speer Horst Koschka |
| 1976    | Sowjetunion Alexander Jelisarow Iwan Bjakow Nikolai Kruglow Alexander Tichonow         | Finnland Henrik Flöjt Esko Saira Juhani Suutarinen Heikki Ikola                         | Deutsche Demokratische Republik Karl-Heinz Menz Frank Ullrich Manfred Beer Manfred Geyer      |
| 1980    | Sowjetunion Wladimir Alikin Alexander Tichonow Wladimir Barnaschow Anatoli Aljabjew    | Deutsche Demokratische Republik Mathias Jung Klaus Siebert Frank Ullrich Eberhard Rösch | BR Deutschland Franz Bernreiter Hans Estner Peter Angerer Gerhard Winkler                     |
| 1984    | Sowjetunion Dmitri Wassilijew Juri Kaschkarow Algimantas Šalna Sergei Bulygin          | Norwegen Odd Lirhus Eirik Kvalfoss Rolf Storsveen Kjell Søbak                           | BR Deutschland Ernst Reiter Walter Pichler Peter Angerer Fritz Fischer                        |
| 1988    | Sowjetunion Dmitri Wassiljew Sergei Tschepikow Aljaksandr Papou Waleri Medwedzew       | BR Deutschland Ernst Reiter Stefan Höck Peter Angerer Fritz Fischer                     | Italien Werner Kiem Gottlieb Taschler Johann Passler Andreas Zingerle                         |
| 1992    | Deutschland Ricco Groß Jens Steinigen Mark Kirchner Fritz Fischer                      | Vereintes Team Waleri Medwedzew Aljaksandr Papou Waleri Kirijenko Sergei Tschepikow     | Schweden Ulf Johansson Leif Andersson Tord Wiksten Mikael Löfgren                             |
| 1994    | Deutschland Ricco Groß Frank Luck Mark Kirchner Sven Fischer                           | Russland Waleri Kirijenko Wladimir Dratschow Sergei Tarassow Sergei Tschepikow          | Frankreich Thierry Dusserre Patrice Bailly-Salins Lionel Laurent Hervé Flandin                |
| 1998    | Deutschland Ricco Groß Peter Sendel Sven Fischer Frank Luck                            | Norwegen Egil Gjelland Halvard Hanevold Dag Bjørndalen Ole Einar Bjørndalen             | Russland Pawel Muslimow Wladimir Dratschow Sergei Tarassow Wiktor Maigurow                    |
| 2002    | Norwegen Halvard Hanevold Frode Andresen Egil Gjelland Ole Einar Bjørndalen            | Deutschland Ricco Groß Peter Sendel Sven Fischer Frank Luck                             | Frankreich Gilles Marguet Vincent Defrasne Julien Robert Raphaël Poirée                       |
| 2006    | Deutschland Ricco Groß Michael Rösch Sven Fischer Michael Greis                        | Russland Iwan Tscheresow Sergei Tschepikow Pawel Rostowzew Nikolai Kruglow              | Frankreich Julien Robert Vincent Defrasne Ferréol Cannard Raphaël Poirée                      |
| 2010    | Norwegen Halvard Hanevold Tarjei Bø Emil Hegle Svendsen Ole Einar Bjørndalen           | Österreich Simon Eder Daniel Mesotitsch Dominik Landertinger Christoph Sumann           | vakant                                                                                        |
| 2014    | vakant                                                                                 | Deutschland Erik Lesser Daniel Böhm Arnd Peiffer Simon Schempp                          | Österreich Christoph Sumann Daniel Mesotitsch Simon Eder Dominik Landertinger                 |
| 2018    | Schweden Peppe Femling Jesper Nelin Sebastian Samuelsson Fredrik Lindström             | Norwegen Lars Helge Birkeland Tarjei Bø Johannes Thingnes Bø Emil Hegle Svendsen        | Deutschland Erik Lesser Benedikt Doll Arnd Peiffer Simon Schempp                              |
| 2022    | Norwegen Sturla Holm Lægreid Tarjei Bø Johannes Thingnes Bø Vetle Sjåstad Christiansen | Frankreich Fabien Claude Émilien Jacquelin Simon Desthieux Quentin Fillon Maillet       | ROC Said Chalili Alexander Loginow Maxim Zwetkow Eduard Latypow                               |

### Frauen

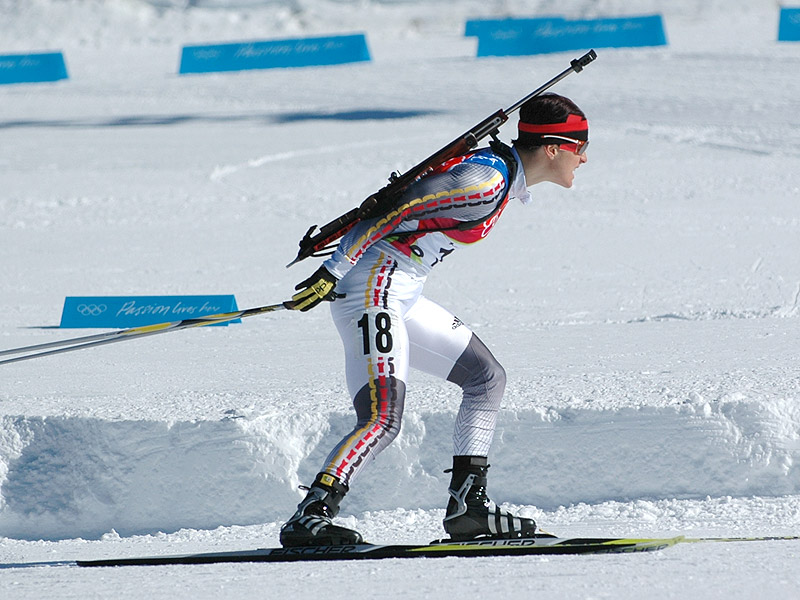
Uschi Disl bei den Olympischen Spielen in Turin

Die Biathlon Wettbewerbe der Damen umfassen seit den Olympischen Winterspielen von Turin folgende fünf Disziplinen:
- 15 km Einzel seit den Spielen von 1992 mit sechs Wettbewerben.
- 7,5 km Sprint seit den Spielen von 1992 mit sechs Wettbewerben.
- 10 km Verfolgung seit den Spielen von 2002 mit drei Wettbewerben.
- 12,5 km Massenstart seit den Spielen von 2006 mit zwei Wettbewerben.
- 4 × 6 km Staffel (bei Olympia 1992 3 × 7,5 km, von Olympia 1994 bis 2002 4 × 7,5 km) seit den Spielen von 1992 mit sechs Wettbewerben.

Insgesamt wurden bei den Winterspielen 40 Goldmedaillen vergeben.

#### Einzel 15 km
| Olympia | Gold                  | Silber                  | Bronze                |
| ------- | --------------------- | ----------------------- | --------------------- |
| 1992    | Antje Misersky        | Swetlana Petschorskaja  | Myriam Bédard         |
| 1994    | Myriam Bédard         | Anne Briand             | Uschi Disl            |
| 1998    | Ekaterina Dafowska    | Olena Petrowa           | Uschi Disl            |
| 2002    | Andrea Henkel         | Liv Grete Poirée        | Magdalena Forsberg    |
| 2006    | Swetlana Ischmuratowa | Martina Glagow          | Albina Achatowa       |
| 2010    | Tora Berger           | Jelena Chrustaljowa     | Darja Domratschawa    |
| 2014    | Darja Domratschawa    | Selina Gasparin         | Nadseja Skardsina     |
| 2018    | Hanna Öberg           | Anastasiya Kuzmina      | Laura Dahlmeier       |
| 2022    | Denise Herrmann       | Anaïs Chevalier-Bouchet | Marte Olsbu Røiseland |

#### Sprint 7,5 km
| Olympia | Gold                    | Silber               | Bronze             |
| ------- | ----------------------- | -------------------- | ------------------ |
| 1992    | Anfissa Reszowa         | Antje Misersky       | Jelena Belowa      |
| 1994    | Myriam Bédard           | Swjatlana Paramyhina | Walentyna Zerbe    |
| 1998    | Galina Kuklewa          | Uschi Disl           | Katrin Apel        |
| 2002    | Kati Wilhelm            | Uschi Disl           | Magdalena Forsberg |
| 2006    | Florence Baverel-Robert | Anna Carin Olofsson  | Lilija Jefremowa   |
| 2010    | Anastasiya Kuzmina      | Magdalena Neuner     | Marie Dorin        |
| 2014    | Anastasiya Kuzmina      | Olga Wiluchina       | Wita Semerenko     |
| 2018    | Laura Dahlmeier         | Marte Olsbu          | Veronika Vítková   |
| 2022    | Marte Olsbu Røiseland   | Elvira Öberg         | Dorothea Wierer    |

#### Verfolgung 10 km
| Olympia | Gold                  | Silber             | Bronze             |
| ------- | --------------------- | ------------------ | ------------------ |
| 2002    | Olga Pylewa           | Kati Wilhelm       | Irina Nikultschina |
| 2006    | Kati Wilhelm          | Martina Glagow     | Albina Achatowa    |
| 2010    | Magdalena Neuner      | Anastasiya Kuzmina | Marie-Laure Brunet |
| 2014    | Darja Domratschawa    | Tora Berger        | Teja Gregorin      |
| 2018    | Laura Dahlmeier       | Anastasiya Kuzmina | Anaïs Bescond      |
| 2022    | Marte Olsbu Røiseland | Elvira Öberg       | Tiril Eckhoff      |

#### Massenstart 12,5 km
| Olympia | Gold                    | Silber             | Bronze                |
| ------- | ----------------------- | ------------------ | --------------------- |
| 2006    | Anna Carin Olofsson     | Kati Wilhelm       | Uschi Disl            |
| 2010    | Magdalena Neuner        | Olga Saizewa       | Simone Hauswald       |
| 2014    | Darja Domratschawa      | Gabriela Soukalová | Tiril Eckhoff         |
| 2018    | Anastasiya Kuzmina      | Darja Domratschawa | Tiril Eckhoff         |
| 2022    | Justine Braisaz-Bouchet | Tiril Eckhoff      | Marte Olsbu Røiseland |

#### Staffel 3 × 7,5 km
| Olympia | Gold                                                               | Silber                                             | Bronze                                                        |
| ------- | ------------------------------------------------------------------ | -------------------------------------------------- | ------------------------------------------------------------- |
| 1992    | Frankreich Corinne Niogret Véronique Claudel Anne Briand-Bouthiaux | Deutschland Uschi Disl Antje Misersky Petra Schaaf | Vereintes Team Jelena Belowa Anfissa Reszowa Jelena Melnikowa |

#### Staffel 4 × 7,5 km
| Olympia | Gold                                                                      | Silber                                                                             | Bronze                                                                                     |
| ------- | ------------------------------------------------------------------------- | ---------------------------------------------------------------------------------- | ------------------------------------------------------------------------------------------ |
| 1994    | Russland Nadeschda Talanowa Natalja Snytina Luisa Noskowa Anfissa Reszowa | Deutschland Uschi Disl Antje Harvey Simone Greiner-Petter-Memm Petra Schaaf        | Frankreich Corinne Niogret Véronique Claudel Delphyne Burlet Anne Briand-Bouthiaux         |
| 1998    | Deutschland Uschi Disl Martina Zellner Katrin Apel Petra Behle            | Russland Olga Melnik Galina Kuklewa Albina Achatowa Olga Romasko                   | Norwegen Ann-Elen Skjelbreid Annette Sikveland Gunn Margit Andreassen Liv Grete Skjelbreid |
| 2002    | Deutschland Katrin Apel Uschi Disl Andrea Henkel Kati Wilhelm             | Norwegen Ann-Elen Skjelbreid Linda Tjørhom Gunn Margit Andreassen Liv Grete Poirée | Russland Olga Pylewa Galina Kuklewa Swetlana Ischmuratowa Albina Achatowa                  |

#### Staffel 4 × 6 km
| Olympia | Gold                                                                            | Silber                                                                        | Bronze                                                                             |
| ------- | ------------------------------------------------------------------------------- | ----------------------------------------------------------------------------- | ---------------------------------------------------------------------------------- |
| 2006    | Russland Anna Bogali-Titowez Swetlana Ischmuratowa Olga Saizewa Albina Achatowa | Deutschland Martina Glagow Andrea Henkel Katrin Apel Kati Wilhelm             | Frankreich Delphyne Peretto Florence Baverel-Robert Sylvie Becaert Sandrine Bailly |
| 2010    | Russland Swetlana Slepzowa Anna Bogali-Titowez Olga Medwedzewa Olga Saizewa     | Frankreich Marie-Laure Brunet Sylvie Becaert Marie Dorin Sandrine Bailly      | Deutschland Kati Wilhelm Simone Hauswald Martina Beck Andrea Henkel                |
| 2014    | Ukraine Wita Semerenko Julija Dschyma Walentyna Semerenko Olena Pidhruschna     | Norwegen Fanny Horn Tiril Eckhoff Ann Kristin Flatland Tora Berger            | TschechienEva Puskarčíková Gabriela Soukalová Jitka Landová Veronika Vítková       |
| 2018    | Belarus Nadseja Skardsina Iryna Kryuko Dsinara Alimbekawa Darja Domratschawa    | Schweden Linn Persson Mona Brorsson Anna Magnusson Hanna Öberg                | Frankreich Anaïs Chevalier Marie Dorin-Habert Justine Braisaz Anaïs Bescond        |
| 2022    | Schweden Linn Persson Mona Brorsson Hanna Öberg Elvira Öberg                    | ROC Uljana Nigmatullina Kristina Reszowa Irina Kasakewitsch Swetlana Mironowa | Deutschland Vanessa Voigt Vanessa Hinz Franziska Preuß Denise Herrmann             |

### Mixed

#### Staffel 2 × 6 km/2 × 7,5 km
Seit den Olympischen Winterspielen von Sotschi gibt es auch eine gemischte Staffel – zunächst 2 × 6 km für Frauen und 2 × 7,5 km für Männer.
| Olympia | Gold                                                                        | Silber                                                                        | Bronze                                                               |
| ------- | --------------------------------------------------------------------------- | ----------------------------------------------------------------------------- | -------------------------------------------------------------------- |
| 2014    | Norwegen Tora Berger Tiril Eckhoff Ole Einar Bjørndalen Emil Hegle Svendsen | Tschechien Veronika Vítková Gabriela Soukalová Jaroslav Soukup Ondřej Moravec | Italien Dorothea Wierer Karin Oberhofer Dominik Windisch Lukas Hofer |
| 2018    | Frankreich Marie Dorin-Habert Anaïs Bescond Simon Desthieux Martin Fourcade | Norwegen Marte Olsbu Tiril Eckhoff Johannes Thingnes Bø Emil Hegle Svendsen   | Italien Lisa Vittozzi Dorothea Wierer Lukas Hofer Dominik Windisch   |

#### Staffel 4 × 6 km
Seit Peking laufen Frauen und Männer über die gleiche Distanz.
| Olympia | Gold                                                                        | Silber                                                                                  | Bronze                                                                    |
| ------- | --------------------------------------------------------------------------- | --------------------------------------------------------------------------------------- | ------------------------------------------------------------------------- |
| 2022    | Norwegen Marte Olsbu Røiseland Tiril Eckhoff Tarjei Bø Johannes Thingnes Bø | Frankreich Anaïs Chevalier-Bouchet Julia Simon Émilien Jacquelin Quentin Fillon Maillet | ROC Uljana Nigmatullina Kristina Reszowa Alexander Loginow Eduard Latypow |

## Gesamt
- Platzierung: Gibt die Reihenfolge der Athleten wieder. Diese wird durch die Anzahl der Goldmedaillen bestimmt. Bei gleicher Anzahl werden die Silbermedaillen verglichen, danach die Bronzemedaillen.
- Name: Nennt den Namen des Athleten.
- Land: Nennt das Land, für das der Athlet startete. Bei einem Wechsel der Nationalität wird das Land genannt, für das der Athlet die letzte Medaille erzielte.
- Von: Das Jahr, in dem der Athlet die erste Medaille gewonnen hat.
- Bis: Das Jahr, in dem der Athlet die letzte Medaille gewonnen hat.
- Gold: Nennt die Anzahl der gewonnenen Goldmedaillen.
- Silber: Nennt die Anzahl der gewonnenen Silbermedaillen.
- Bronze: Nennt die Anzahl der gewonnenen Bronzemedaillen.
- Gesamt: Nennt die Anzahl aller gewonnenen Medaillen.

### Top 10
| Platz | Name                 | Land        | Von  | Bis  | Gold | Silber | Bronze | Gesamt |
| ----- | -------------------- | ----------- | ---- | ---- | ---- | ------ | ------ | ------ |
| 1.    | Ole Einar Bjørndalen | Norwegen    | 1998 | 2014 | 8    | 4      | 1      | 13     |
| 2.    | Johannes Thingnes Bø | Norwegen    | 2018 | 2022 | 5    | 2      | 1      | 8      |
| 3.    | Martin Fourcade      | Frankreich  | 2010 | 2018 | 5    | 2      | ̶       | 7      |
| 4.    | Ricco Groß           | Deutschland | 1992 | 2006 | 4    | 3      | 1      | 8      |
| 4.    | Emil Hegle Svendsen  | Norwegen    | 2010 | 2018 | 4    | 3      | 1      | 8      |
| 6.    | Sven Fischer         | Deutschland | 1994 | 2006 | 4    | 2      | 2      | 8      |
| 7.    | Darja Domratschawa   | Belarus     | 2010 | 2018 | 4    | 1      | 1      | 6      |
| 8.    | Alexander Tichonow   | Sowjetunion | 1968 | 1980 | 4    | 1      | ̶       | 5      |
| 9.    | Kati Wilhelm         | Deutschland | 2002 | 2010 | 3    | 3      | 1      | 7      |
| .10.  | Anastasiya Kuzmina   | Slowakei    | 2010 | 2018 | 3    | 3      | ̶       | 6      |

Stand 24. Februar 2025 

### Gesamtliste Männer
| Platz | Name                       | Land                            | Von  | Bis  | Gold | Silber | Bronze | Gesamt |
| ----- | -------------------------- | ------------------------------- | ---- | ---- | ---- | ------ | ------ | ------ |
| 1.    | Ole Einar Bjørndalen       | Norwegen                        | 1998 | 2014 | 8    | 4      | 1      | 13     |
| 2.    | Johannes Thingnes Bø       | Norwegen                        | 2018 | 2022 | 5    | 2      | 1      | 8      |
| 3.    | Martin Fourcade            | Frankreich                      | 2010 | 2018 | 5    | 2      | ̶       | 7      |
| 4.    | Ricco Groß                 | Deutschland                     | 1992 | 2006 | 4    | 3      | 1      | 8      |
| 4.    | Emil Hegle Svendsen        | Norwegen                        | 2010 | 2018 | 4    | 3      | 1      | 8      |
| 6.    | Sven Fischer               | Deutschland                     | 1994 | 2006 | 4    | 2      | 2      | 8      |
| 7.    | Alexander Tichonow         | Sowjetunion                     | 1968 | 1980 | 4    | 1      | ̶       | 5      |
| 8.    | Tarjei Bø                  | Norwegen                        | 2010 | 2022 | 3    | 2      | 1      | 6      |
| 8.    | Halvard Hanevold           | Norwegen                        | 1998 | 2010 | 3    | 2      | 1      | 6      |
| 10.   | Mark Kirchner              | Deutschland                     | 1992 | 1994 | 3    | 1      | ̶       | 4      |
| 11.   | Michael Greis              | Deutschland                     | 2006 | 2006 | 3    | ̶       | ̶       | 3      |
| 12.   | Sergei Tschepikow          | Russland                        | 1988 | 2006 | 2    | 3      | 1      | 6      |
| 13.   | Quentin Fillon Maillet     | Frankreich                      | 2022 | 2022 | 2    | 3      | ̶       | 5      |
| 13.   | Frank Luck                 | Deutschland                     | 1994 | 2002 | 2    | 3      | ̶       | 5      |
| 15.   | Frank-Peter Roetsch        | Deutsche Demokratische Republik | 1984 | 1988 | 2    | 1      | ̶       | 3      |
| 15.   | Magnar Solberg             | Norwegen                        | 1968 | 1972 | 2    | 1      | ̶       | 3      |
| 17.   | Anatoli Aljabjew           | Sowjetunion                     | 1980 | 1980 | 2    | ̶       | 1      | 3      |
| 18.   | Iwan Bjakow                | Sowjetunion                     | 1972 | 1976 | 2    | ̶       | ̶       | 2      |
| 18.   | Nikolai Kruglow            | Sowjetunion                     | 1976 | 1976 | 2    | ̶       | ̶       | 2      |
| 18.   | Wiktor Mamatow             | Sowjetunion                     | 1968 | 1972 | 2    | ̶       | ̶       | 2      |
| 18.   | Dmitri Wassilijew          | Sowjetunion                     | 1984 | 1988 | 2    | ̶       | ̶       | 2      |
| 22.   | Waleri Medwedzew           | Sowjetunion                     | 1988 | 1992 | 1    | 3      | ̶       | 4      |
| 23.   | Peter Angerer              | BR Deutschland                  | 1980 | 1988 | 1    | 2      | 2      | 5      |
| 24.   | Frank Ullrich              | Deutsche Demokratische Republik | 1976 | 1980 | 1    | 2      | 1      | 4      |
| 25.   | Sergei Tarassow            | Russland                        | 1994 | 1998 | 1    | 1      | 2      | 4      |
| 26.   | Frode Andresen             | Norwegen                        | 1998 | 2006 | 1    | 1      | 1      | 3      |
| 26.   | Fritz Fischer              | Deutschland                     | 1984 | 1992 | 1    | 1      | 1      | 3      |
| 26.   | Eirik Kvalfoss             | Norwegen                        | 1984 | 1984 | 1    | 1      | 1      | 3      |
| 26.   | Arnd Peiffer               | Deutschland                     | 2014 | 2018 | 1    | 1      | 1      | 3      |
| 30.   | Wladimir Alikin            | Sowjetunion                     | 1980 | 1980 | 1    | 1      | ̶       | 2      |
| 30.   | Simon Desthieux            | Frankreich                      | 2018 | 2022 | 1    | 1      | ̶       | 2      |
| 30.   | Egil Gjelland              | Norwegen                        | 1998 | 2002 | 1    | 1      | ̶       | 2      |
| 30.   | Aljaksandr Papou           | Sowjetunion                     | 1988 | 1992 | 1    | 1      | ̶       | 2      |
| 30.   | Sebastian Samuelsson       | Schweden                        | 2018 | 2018 | 1    | 1      | ̶       | 2      |
| 30.   | Peter Sendel               | Deutschland                     | 1998 | 2002 | 1    | 1      | ̶       | 2      |
| 36.   | Vincent Defrasne           | Frankreich                      | 2002 | 2006 | 1    | ̶       | 2      | 3      |
| 37.   | Vetle Sjåstad Christiansen | Norwegen                        | 2022 | 2022 | 1    | ̶       | 1      | 2      |
| 37.   | Wladimir Gundarzew         | Sowjetunion                     | 1968 | 1968 | 1    | ̶       | 1      | 2      |
| 37.   | Vincent Jay                | Frankreich                      | 2010 | 2010 | 1    | ̶       | 1      | 2      |
| 37.   | Alexander Jelisarow        | Sowjetunion                     | 1976 | 1976 | 1    | ̶       | 1      | 2      |
| 41.   | Wladimir Barnaschow        | Sowjetunion                     | 1980 | 1980 | 1    | ̶       | ̶       | 1      |
| 41.   | Sergei Bulygin             | Sowjetunion                     | 1984 | 1984 | 1    | ̶       | ̶       | 1      |
| 41.   | Peppe Femling              | Schweden                        | 2018 | 2018 | 1    | ̶       | ̶       | 1      |
| 41.   | Björn Ferry                | Schweden                        | 2010 | 2010 | 1    | ̶       | ̶       | 1      |
| 41.   | Juri Kaschkarow            | Sowjetunion                     | 1984 | 1984 | 1    | ̶       | ̶       | 1      |
| 41.   | Sturla Holm Lægreid        | Norwegen                        | 2022 | 2022 | 1    | ̶       | ̶       | 1      |
| 41.   | Klas Lestander             | Schweden                        | 1960 | 1960 | 1    | ̶       | ̶       | 1      |
| 41.   | Fredrik Lindström          | Schweden                        | 2018 | 2018 | 1    | ̶       | ̶       | 1      |
| 41.   | Wladimir Melanin           | Sowjetunion                     | 1964 | 1964 | 1    | ̶       | ̶       | 1      |
| 41.   | Nikolai Pusanow            | Sowjetunion                     | 1968 | 1968 | 1    | ̶       | ̶       | 1      |
| 41.   | Jauhen Redskin             | Vereintes Team                  | 1992 | 1992 | 1    | ̶       | ̶       | 1      |
| 41.   | Michael Rösch              | Deutschland                     | 2006 | 2006 | 1    | ̶       | ̶       | 1      |
| 41.   | Rinnat Safin               | Sowjetunion                     | 1972 | 1972 | 1    | ̶       | ̶       | 1      |
| 41.   | Algimantas Schalna         | Sowjetunion                     | 1984 | 1984 | 1    | ̶       | ̶       | 1      |
| 41.   | Jens Steinigen             | Deutschland                     | 1992 | 1992 | 1    | ̶       | ̶       | 1      |

Stand 24. Februar 2025

### Gesamtliste Frauen
| Platz | Name                    | Land        | Von  | Bis  | Gold | Silber | Bronze | Gesamt |
| ----- | ----------------------- | ----------- | ---- | ---- | ---- | ------ | ------ | ------ |
| 1.    | Darja Domratschawa      | Belarus     | 2010 | 2018 | 4    | 1      | 1      | 6      |
| 2.    | Kati Wilhelm            | Deutschland | 2002 | 2010 | 3    | 3      | 1      | 7      |
| 3.    | Anastasiya Kuzmina      | Slowakei    | 2010 | 2018 | 3    | 3      | ̶       | 6      |
| 4.    | Marte Olsbu Røiseland   | Norwegen    | 2018 | 2022 | 3    | 2      | 2      | 7      |
| 5.    | Uschi Disl              | Deutschland | 1992 | 2006 | 2    | 4      | 3      | 9      |
| 6.    | Tiril Eckhoff           | Norwegen    | 2014 | 2022 | 2    | 3      | 3      | 8      |
| 7.    | Tora Berger             | Norwegen    | 2010 | 2014 | 2    | 2      | ̶       | 4      |
| 8.    | Katrin Apel             | Deutschland | 1998 | 2006 | 2    | 1      | 1      | 4      |
| 8.    | Andrea Henkel           | Deutschland | 2002 | 2010 | 2    | 1      | 1      | 4      |
| 10.   | Magdalena Neuner        | Deutschland | 2010 | 2010 | 2    | 1      | ̶       | 3      |
| 10.   | Hanna Öberg             | Schweden    | 2018 | 2022 | 2    | 1      | ̶       | 3      |
| 10.   | Olga Saizewa            | Russland    | 2006 | 2014 | 2    | 1      | ̶       | 3      |
| 13.   | Myriam Bédard           | Kanada      | 1992 | 1994 | 2    | ̶       | 1      | 3      |
| 13.   | Laura Dahlmeier         | Deutschland | 2018 | 2018 | 2    | ̶       | 1      | 3      |
| 13.   | Swetlana Ischmuratowa   | Russland    | 2002 | 2006 | 2    | ̶       | 1      | 3      |
| 13.   | Anfissa Reszowa         | Russland    | 1992 | 1994 | 2    | ̶       | 1      | 3      |
| 13.   | Olga Medwedtsewa        | Russland    | 2002 | 2010 | 2    | ̶       | 1      | 3      |
| 18.   | Anna Bogali-Titowez     | Russland    | 2006 | 2010 | 2    | ̶       | ̶       | 2      |
| 19.   | Antje Misersky          | Deutschland | 1992 | 1994 | 1    | 3      | ̶       | 4      |
| 20.   | Petra Behle             | Deutschland | 1992 | 1998 | 1    | 2      | ̶       | 3      |
| 20.   | Elvira Öberg            | Schweden    | 2022 | 2022 | 1    | 2      | ̶       | 3      |
| 22.   | Albina Achatowa         | Russland    | 1998 | 2006 | 1    | 1      | 3      | 5      |
| 23.   | Galina Kuklewa          | Russland    | 1998 | 2002 | 1    | 1      | 1      | 3      |
| 23.   | Anne Briand-Bouthiaux   | Frankreich  | 1992 | 1994 | 1    | 1      | 1      | 3      |
| 25.   | Mona Brorsson           | Schweden    | 2018 | 2022 | 1    | 1      | ̶       | 2      |
| 25.   | Anna Carin Olofsson     | Schweden    | 2006 | 2006 | 1    | 1      | ̶       | 2      |
| 25.   | Linn Persson            | Schweden    | 2018 | 2022 | 1    | 1      | ̶       | 2      |
| 28.   | Anaïs Bescond           | Frankreich  | 2018 | 2018 | 1    | ̶       | 2      | 3      |
| 29.   | Florence Baverel-Robert | Frankreich  | 2006 | 2006 | 1    | ̶       | 1      | 2      |
| 29.   | Justine Braisaz-Bouchet | Frankreich  | 2018 | 2022 | 1    | ̶       | 1      | 2      |
| 29.   | Véronique Claudel       | Frankreich  | 1992 | 1994 | 1    | ̶       | 1      | 2      |
| 29.   | Marie Dorin-Habert      | Frankreich  | 2018 | 2018 | 1    | ̶       | 1      | 2      |
| 29.   | Denise Herrmann         | Deutschland | 2022 | 2022 | 1    | ̶       | 1      | 2      |
| 29.   | Corinne Niogret         | Frankreich  | 1992 | 1994 | 1    | ̶       | 1      | 2      |
| 29.   | Wita Semerenko          | Ukraine     | 2014 | 2014 | 1    | ̶       | 1      | 2      |
| 29.   | Nadseja Skardsina       | Belarus     | 2018 | 2018 | 1    | ̶       | 1      | 2      |
| 37.   | Dsinara Alimbekawa      | Belarus     | 2018 | 2018 | 1    | ̶       | ̶       | 1      |
| 37.   | Ekaterina Dafowska      | Bulgarien   | 1998 | 1998 | 1    | ̶       | ̶       | 1      |
| 37.   | Julija Dschyma          | Ukraine     | 2014 | 2014 | 1    | ̶       | ̶       | 1      |
| 37.   | Iryna Kryuko            | Belarus     | 2018 | 2018 | 1    | ̶       | -      | 1      |
| 37.   | Luisa Noskowa           | Russland    | 1994 | 1994 | 1    | ̶       | ̶       | 1      |
| 37.   | Olena Pidhruschna       | Ukraine     | 2014 | 2014 | 1    | ̶       | ̶       | 1      |
| 37.   | Walentyna Semerenko     | Ukraine     | 2014 | 2014 | 1    | ̶       | ̶       | 1      |
| 37.   | Swetlana Slepzowa       | Russland    | 2010 | 2010 | 1    | ̶       | ̶       | 1      |
| 37.   | Natalja Snytina         | Russland    | 1994 | 1994 | 1    | ̶       | ̶       | 1      |
| 37.   | Nadeschda Talanowa      | Russland    | 1994 | 1994 | 1    | ̶       | ̶       | 1      |
| 37.   | Martina Zellner         | Deutschland | 1998 | 1998 | 1    | ̶       | ̶       | 1      |

Stand 12. September 2024

## Nationenwertungen

### Gesamt
| Platz | Land                                                                        | Gold           | Silber         | Bronze         | Gesamt          |
| ----- | --------------------------------------------------------------------------- | -------------- | -------------- | -------------- | --------------- |
| 1     | Deutschland (davon DDR) (davon BR Deutschland)                              | 24 (3) (1)     | 27 (4) (2)     | 19 (4) (2)     | 70 (11) (5)     |
| 2     | Norwegen                                                                    | 22             | 18             | 15             | 55              |
| 3     | Russische Föderation (davon Sowjetunion) (davon Vereintes Team) (davon ROC) | 21 (9) (2) (0) | 13 (5) (2) (1) | 18 (5) (2) (3) | 52 (19) (6) (4) |
| 4     | Frankreich                                                                  | 12             | 9              | 11             | 32              |
| 5     | Schweden                                                                    | 6              | 6              | 6              | 18              |
| 6     | Belarus                                                                     | 4              | 4              | 3              | 11              |
| 7     | Slowakei                                                                    | 3              | 3              | 1              | 7               |
| 8     | Kanada                                                                      | 2              | 0              | 1              | 3               |
| 9     | Ukraine                                                                     | 1              | 1              | 3              | 5               |
| 10    | Bulgarien                                                                   | 1              | 0              | 1              | 2               |
| 11    | Tschechien                                                                  | 0              | 4              | 4              | 8               |
| 12    | Finnland                                                                    | 0              | 4              | 2              | 6               |
| 13    | Österreich                                                                  | 0              | 3              | 3              | 6               |
| 14    | Italien                                                                     | 0              | 1              | 6              | 7               |
| 15    | Slowenien                                                                   | 0              | 1              | 1              | 2               |
| 16    | Kasachstan                                                                  | 0              | 1              | 0              | 1               |
|       | Polen                                                                       | 0              | 1              | 0              | 1               |
|       | Schweiz                                                                     | 0              | 1              | 0              | 1               |
| 19    | Kroatien                                                                    | 0              | 0              | 1              | 1               |

Stand 13. September 2023

### Männer
| Platz | Land                                                                        | Gold           | Silber        | Bronze         | Gesamt      |
| ----- | --------------------------------------------------------------------------- | -------------- | ------------- | -------------- | ----------- |
| 1     | Norwegen                                                                    | 17             | 11            | 9              | 37          |
| 2     | Russische Föderation (davon Sowjetunion) (davon Vereintes Team) (davon ROC) | 14 (9) (1) (0) | 8 (5) (1) (0) | 12 (5) (0) (2) | 34 (19) (2) |
| 3     | Deutschland (davon DDR) (davon BR Deutschland)                              | 13 (3) (1)     | 16 (4) (2)    | 11 (4) (2)     | 40 (11) (5) |
| 4     | Frankreich                                                                  | 8              | 5             | 5              | 18          |
| 5     | Schweden                                                                    | 3              | 2             | 4              | 9           |
| 6     | Finnland                                                                    | 0              | 4             | 2              | 6           |
| 7     | Österreich                                                                  | 0              | 3             | 3              | 6           |
| 8     | Tschechien                                                                  | 0              | 2             | 2              | 4           |
| 9     | Belarus                                                                     | 0              | 2             | 1              | 3           |
| 10    | Italien                                                                     | 0              | 1             | 3              | 4           |
| 11    | Polen                                                                       | 0              | 1             | 0              | 1           |
|       | Slowenien                                                                   | 0              | 1             | 0              | 1           |
| 13    | Kroatien                                                                    | 0              | 0             | 1              | 1           |
|       | Slowakei                                                                    | 0              | 0             | 1              | 1           |

Stand 13. September 2023

### Frauen
| Platz | Land                                                    | Gold      | Silber | Bronze    | Gesamt     |
| ----- | ------------------------------------------------------- | --------- | ------ | --------- | ---------- |
| 1     | Deutschland                                             | 11        | 11     | 8         | 30         |
| 2     | Russische Föderation (davon Vereintes Team) (davon ROC) | 7 (1) (0) | 5 (1)  | 5 (2) (0) | 17 (4) (1) |
| 3     | Belarus                                                 | 4         | 2      | 2         | 8          |
| 4     | Norwegen                                                | 3         | 6      | 6         | 15         |
| 5     | Schweden                                                | 3         | 4      | 2         | 9          |
| 6     | Frankreich                                              | 3         | 3      | 6         | 12         |
| 7     | Slowakei                                                | 3         | 3      | 0         | 6          |
| 8     | Kanada                                                  | 2         | 0      | 1         | 3          |
| 9     | Ukraine                                                 | 1         | 1      | 3         | 5          |
| 10    | Bulgarien                                               | 1         | 0      | 1         | 2          |
| 11    | Tschechien                                              | 0         | 1      | 2         | 3          |
| 12    | Kasachstan                                              | 0         | 1      | 0         | 1          |
|       | Schweiz                                                 | 0         | 1      | 0         | 1          |
| 14    | Italien                                                 | 0         | 0      | 1         | 1          |
| 14    | Slowenien                                               | 0         | 0      | 1         | 1          |

Stand 13. September 2023

### Mixed
| Platz | Land                             | Gold  | Silber | Bronze | Gesamt |
| ----- | -------------------------------- | ----- | ------ | ------ | ------ |
| 1     | Norwegen                         | 2     | 1      | 0      | 3      |
| 2     | Frankreich                       | 1     | 1      | 0      | 2      |
| 3     | Tschechien                       | 0     | 1      | 0      | 1      |
| 4     | Italien                          | 0     | 0      | 2      | 2      |
| 5     | Russische Föderation (davon ROC) | 0 (0) | 0 (0)  | 1 (1)  | 1 (1)  |

Stand 13. September 2023

## Militärpatrouille
Die Liste enthält alle Olympiasieger, -zweiten und -dritten in der Militärpatrouille. Die Militärpatrouille wird heute als Vorgänger des Biathlons angesehen und war 1924 Teil des olympischen Programms. Es gab nur einen Wettbewerb für Männer.

### Wettbewerb

#### Militärpatrouillenlauf
| Olympia | Gold | Silber | Bronze |
| ------- | --- | --- | --- |
| 1924    | Schweiz Denis Vaucher, Oberleutnant Antoine Julen, Korporal Alphonse Julen, Füsilier Alfred Aufdenblatten, Füsilier               | Finnland August Eskelinen Heikki Hirvonen Ville Mattila Väinö Bremer                                        | Frankreich Camille Mandrillon, Capitaine André Vandelle Georges Berthet Maurice Mandrillon                |
| 1928    | Norwegen Ole Reistad, Løytnant Leif Skagnæs, Sersjant Ole Stenen, Menig Reidar Ødegaard, Menig                                    | Finnland Eino Kuvaja Kalle Tuppurainen Esko Järvinen Veikko Ruotsalainen                                    | Schweiz Fritz Kuhn, Oberleutnant Hugo Lehner, Feldwebel Otto Furrer, Gefreiter Antoine Julen, Gefreiter   |
| 1936    | Italien Enrico Silvestri, Capitano Luigi Perenni, Sergente Stefano Sertorelli, Alpino Sisto Scilligo, Alpino                      | Finnland Eino Kuvaja Olavi Remes Kalle Arantola Olli Huttunen                                               | Schweden Gunnar Wåhlberg Seth Olofsson Johan Wiksten John Westbergh                                       |
| 1948    | Schweiz Robert Zurbriggen, Oberleutnant Heinrich Zurbriggen, Wachtmeister Vital Vouardoux, Gefreiter Arnold Andenmatten, Kanonier | Finnland Eero Naapuri, Kapteeni Vilho Ylönen, Kersantti Mikko Meriläinen, Sotamies Tauno Honkanen, Sotamies | Schweden Edor Hjukström, Löjtnant Holger Borgh, (Uffz) Karl Gustav Ljungquist, Menig Fride Larsson, Menig |